# سده ۱۶ (پیش از میلاد)
(سده هفدهم پ.م. - سده شانزدهم پیش از میلاد مسیح - سده پانزدهم پ.م. - سده‌های دیگر)
قرن شانزدهم پیش از میلاد، قرنی بود که از ۱۶۰۰ پیش از میلاد تا ۱۵۰۱ پیش از میلاد ادامه یافت.

## رخدادها
- ۱۷۰۰-۱۵۰۰ (پیش از میلاد)؛ پیروزیهای هوریان
- ۱۶۰۱ (پیش از میلاد)؛ شرما-ادد دوم پادشاه آشور شد.
- ۱۶۰۰ (پیش از میلاد)؛ بنیادگذاری دودمان شانگ در چین
- حدود ۱۶۰۰ پیش از میلاد: ایجاد یکی از قدیمی‌ترین اسناد نجومی باقی‌مانده، که نسخه‌ای از آن در کتابخانه آشوربانیپال بابلی یافت شد: گزارشی ۲۱ ساله از ظهور زهره (که بابلی‌های اولیه آن را نیندارانا می‌نامیدند): لوح زهره آمیسا دوقا.
- حدود ۱۶۰۰ سال پیش از میلاد: تاریخ کشف اولین توپ‌های لاستیکی.
- حدود ۱۶۰۰ پیش از میلاد: فرهنگ اولیه میسنی: سلاح‌ها، دیوارهای سیکلوپین و ارابه‌ها.[۱]
- حدود ۱۶۰۰ پیش از میلاد: فرهنگ اونِتِس در جمهوری چک، اروپای شرقی، پایان می‌یابد
- توسعه آسیاب بادی در ایران
- ۱۵۹۵ (پیش از میلاد)؛ تاراج بابل به دست مورشیلی یکم پادشاه هیتی‌ها
- حدود ۱۵۹۵ پیش از میلاد: سرنگونی سلسله حاکم عموری در حلب، سوریه.[۲]
- ۱۵۷۰ پیش از میلاد: کاخ‌های کرت در کنوسوس و دیگر مراکز با وجود بلایا شکوفا می‌شوند.[۳]
- ۱۵۶۷ (پیش از میلاد)؛ مصر باستان:پایان دودمانهای پانزدهم، شانزدهم و هفدهم و آغاز دودمان هژدهم
- دهه ۱۵۵۰ (پیش از میلاد)؛ شهر میکینس در شمال پلوپنسوس (در یونان کنونی) به آخائیا چسبانده و به نام تمدن میکینسی یونان شناخته شد.
- ۱۵۵۸ (پیش از میلاد)؛ تأسیس سلسله شانگ در چین (طبق سالنامه بامبو).[۴]
- ۱۵۵۶ (پیش از میلاد)؛ ککروپس یکم شهر آتن را پس از توفان بزرگ دوکالیون ساخت یا بازسازی کرد، پایان عصر طلایی. او نخستین شاه آتن بود و داستان زندگیش بخشی از اسطوره‌های یونانی است.
- ۱۵۵۰ (پیش از میلاد)؛ پایان دودمان هفدهم و آغاز دودمان هژدهم در مصر باستان با تاجگذاری اهمسه یکم.
- دهه ۱۵۰۰ (پیش از میلاد)؛ یافتن جیوه در مصر باستان
- دهه ۱۵۰۰ (پیش از میلاد)؛ کوچندگان یونانی کرت به سوی میلتوس در ترکیه کنونی به راه افتادند.
- دهه ۱۵۰۰ (پیش از میلاد)؛ نخستین اثرهای تمدن مایا در بلیز گسترش یافت.
- دهه ۱۵۰۰ (پیش از میلاد)؛ فنیقی‌ها الفبا را گسترش دادند.
- دهه ۱۵۰۰ (پیش از میلاد)؛ برپایه کاوشهای باستانشناسی، زیستگاه‌های انسانی در ایلزبری در انگلستان کنونی
- ۱۵۰۰ (پیش از میلاد)؛ فرضیه احتمالی کوچ آریایی‌ها که تاریخ آن سده‌های شانزدهم و هفدهم انگاشته می‌شود. برخی دانش‌پژوهان نگارش بخش‌های آغازین ریگ‌ودا را سده شانزدهم می‌دانند.
- حدود ۱۵۵۰ پیش از میلاد: شهر میسنی، واقع در شمال شرقی پلوپونز، بر بقیه آخیا تسلط یافت و نام خود را به تمدن میسنی داد.[۵]
- ۱۵۳۰ پیش از میلاد: پایان سلسله اول بابل و آغاز سلسله کاسی - به تاریخ عراق مراجعه کنید.
- ۱۵۲۵ پیش از میلاد: پایان دودمان پانزدهم مصر.
- حدود ۱۵۱۲ پیش از میلاد: طوفان دئوکالیون، به گفته‌ی اوفلاهِرتی، آگوستین، یوسبیوس و ایزیدور (اسقف سویل).
- ۱۵۰۶ پیش از میلاد؛ ککروپس یکم، پادشاه افسانه‌ای آتن، پس از ۵۰ سال سلطنت درگذشت. او که از پسرش جان سالم به در برده بود، جای خود را به کرانائوس داد.
- ۱۵۰۴ پیش از میلاد: مصر فتح نوبیا و شام را آغاز کرد.

- حدود ۱۵۰۰ پیش از میلاد: بسیاری از محققان بخش‌های اولیه ریگ ودا را تقریباً به قرن شانزدهم میلادی نسبت می‌دهند.[۶]

- حدود ۱۵۰۰ پیش از میلاد: ملکه حتشپسوت در مصر (دودمان هجدهم).[۷]

- حدود ۱۵۰۰ پیش از میلاد: تولد زرتشت

- فرهنگ اونه‌تیس

## چهره‌های برجسته
- پادشاه شنگ تانگ نخستین فرمانروا از دودمان شانگ، ۲۹ سال از سال ۱۶۰۰ پیش از میلاد فرمانروایی نمود.
- ۱۵۹۷ (پیش از میلاد)؛ هارون فرزند عمران و همسرش یوحود زاده شد.
- کاموسه واپسین فرعون از دودمان هفدهم مصر باستان، (۱۵۷۵ یا ۱۵۷۳-۱۵۵۰ (پیش از میلاد))
- اهمسه یکم بنیادگذار دودمان هژدهم در مصر(۱۵۵۰-۱۵۲۵ (پیش از میلاد))